# Horrem
Horrem is een plaats in het noorden van de Duitse gemeente Kerpen, deelstaat Noordrijn-Westfalen, en telt 13.016 inwoners (2020).

## Ligging, infrastructuur
Westelijk langs Horrem, min of meer parallel aan de A61, loopt de rivier de Erft, die in de gemeente Kerpen hier en daar in stadsparken en recreatieterreinen is ingepast, maar waarvan het oevergebied op andere plekken een natuurreservaat vormt.

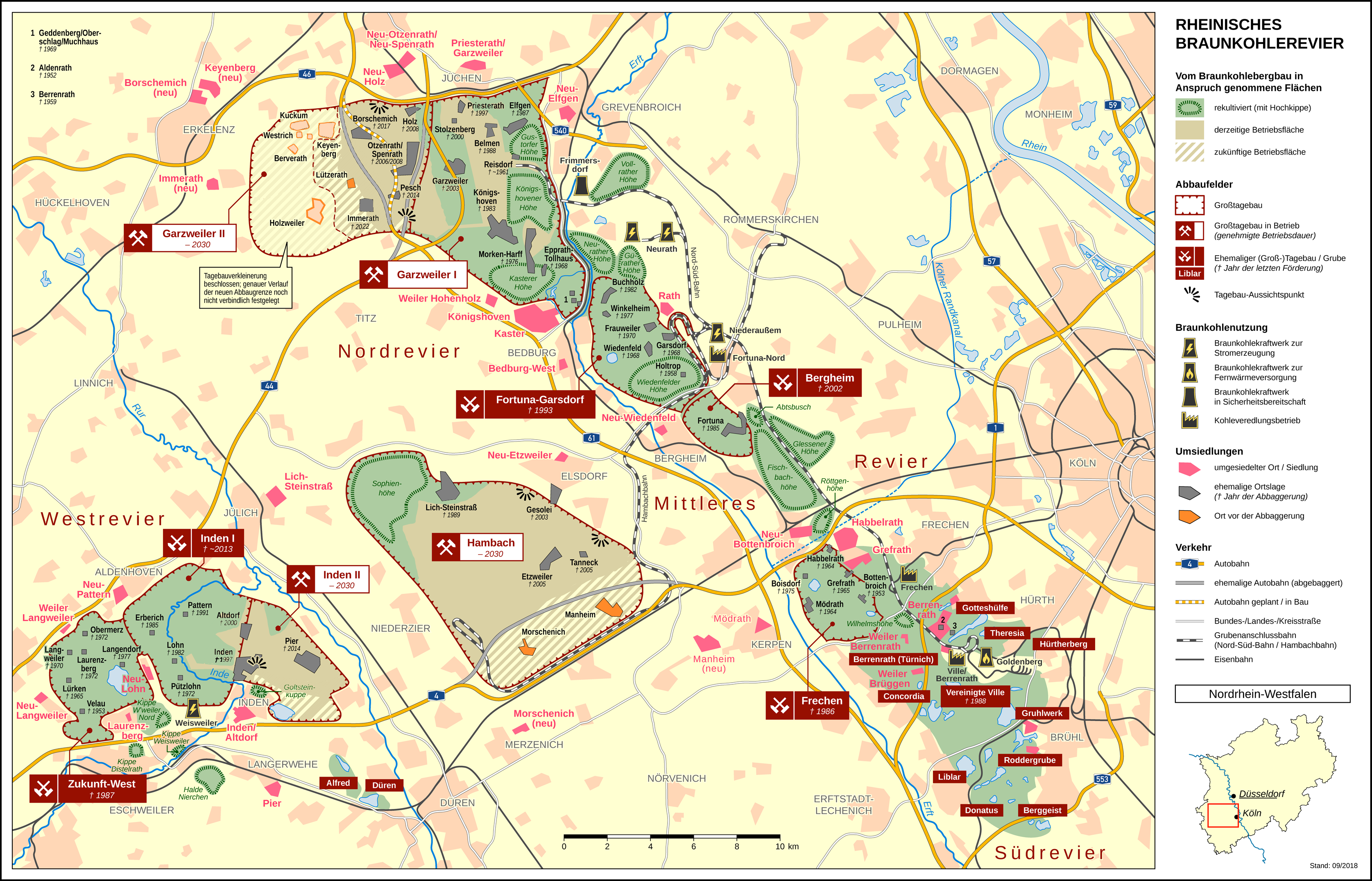
Kaart van het Rijnlandse bruinkoolgebied; Horrem ligt iets rechtsonder de letters E S van Mittleres Revier.

Horrem ligt in het noorden van de gemeente Kerpen. Het dorp ligt in het Rijnlands bruinkoolgebied ten noordwesten van de vroegere bruinkoolgroeve Frechen en ten westen van de gemeente Frechen. Aan de oostkant van Horrem ligt het dorp Neubottenbroich, gebouwd in plaats van het in 1953 ter wille van de bruinkoolwinning gesloopte dorp Bottenbroich.
Ten noordwesten van Horrem ligt het grote dorp Quadrath-Ichendorf, gemeente Bergheim.

### Wegverkeer
Ten zuiden van Horrem kruisen de autosnelwegen A4 (van west naar oost: Aken - Görlitz) en de A61 (van noord naar zuid: Venlo - Hockenheim) elkaar. De A61 loopt direct langs de westrand van Horrem. De A4 is rond 2014 nabij Buir vanwege de bruinkoolwinning ruim 1,5 km zuidwaarts verlegd en loopt zuidelijk van Horrem, maar noordelijk van het dorpje Götzenkirchen, dat tot het stadsdeel Horrem wordt gerekend.
Te Horrem begint een oostwaarts naar Keulen lopend gedeelte van de Bundesstraße 55.
Afritten van de Autobahnen in de gemeente Kerpen zijn de nummers 7b, 8 en 9 van de A4, en bij Horrem nummer 20 van de A61.
Door de gemeente lopen verder meerdere regionale wegen e.d.

### Openbaar vervoer

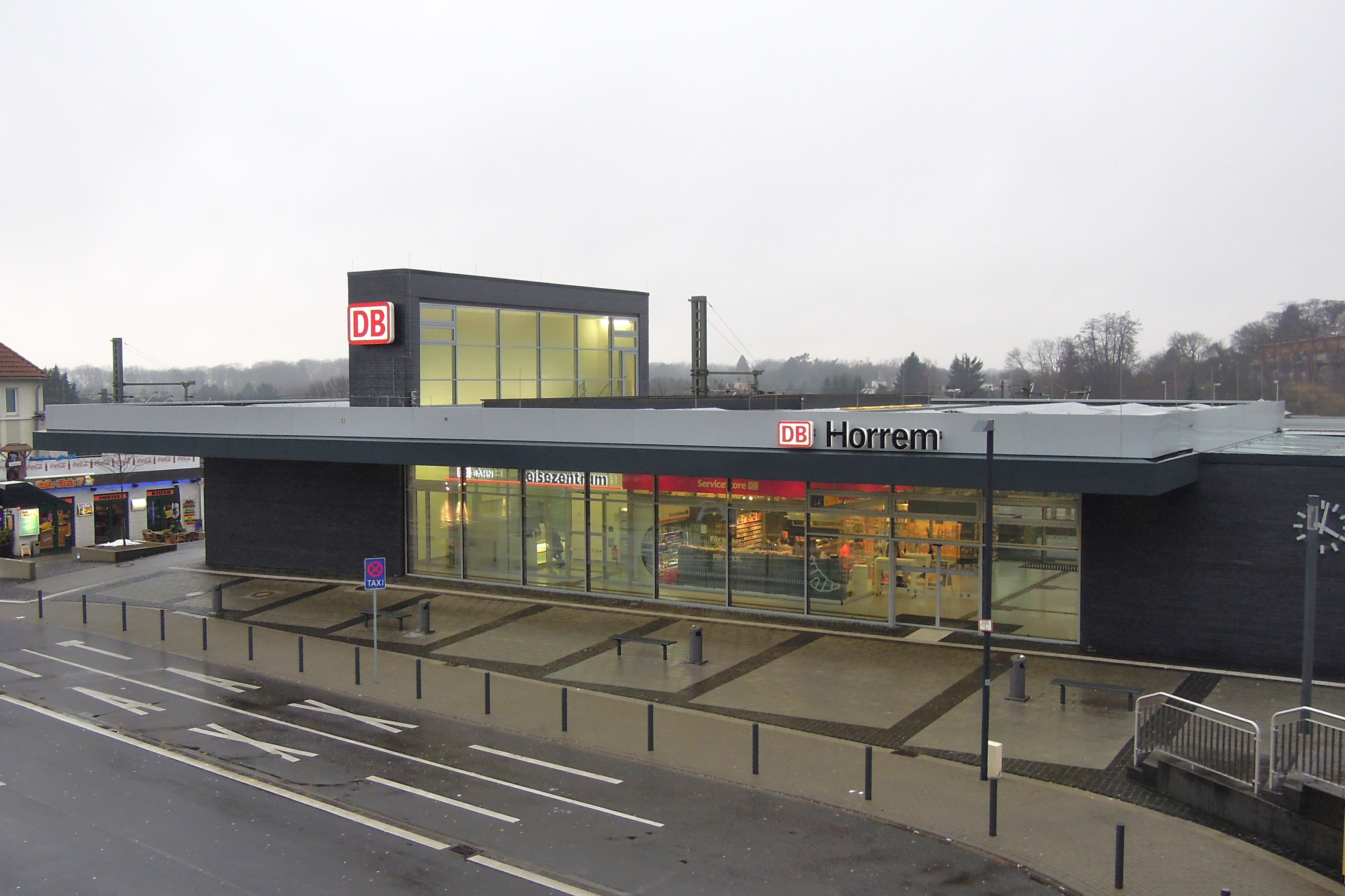
Station Horrem

Horrem heeft een treinstation aan de spoorlijn Keulen - Aken, het in 2014 geheel vernieuwde station Horrem. Bij dit station, het belangrijkste van de gemeente Kerpen, takt een regionale spoorlijn noordwaarts naar Bergheim af. Verder stoppen er de treinen van lijn S19 van de S-Bahn van Keulen.
Horrem heeft stadsbusverbindingen met Kerpen-stad en streekbusverbindingen met o.a. Keulen.

## Geschiedenis
In een document uit het jaar 864 wordt de plaats, waar reeds in de tijd van het Romeinse Rijk boerderijen stonden, als Horoheim voor het eerst vermeld. In de 13e en 14e eeuw behoorde Horrem tot het Graafschap Gulik. Van de 14e eeuw tot aan de Dertigjarige Oorlog (1618-1648), waarin Horrem veel oorlogsgeweld te verduren had, waren leden van het adellijke geslacht De Merode als vazallen van het Hertogdom Gulik heren over Horrem. Zij resideerden in kasteel Hemmersbach.
In november 1901 werd Horrem opgeschrikt door een sabotage-aanslag op de spoorlijn. Een trein van België naar Keulen ontspoorde daardoor. Er vielen vier doden en 15 gewonden, van wie drie ernstig.

## Bezienswaardigheden

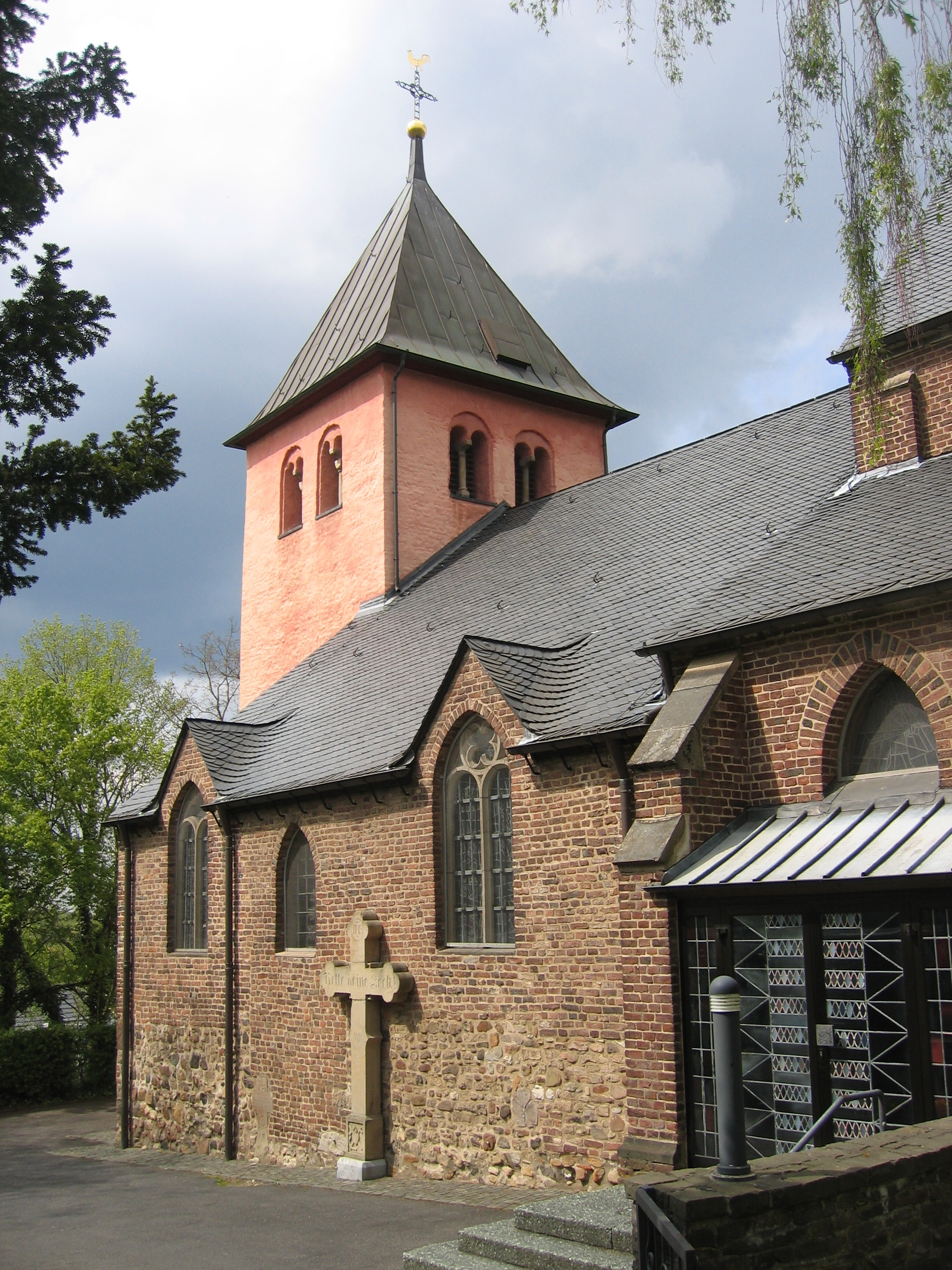
St. Clemenskerk, Horrem
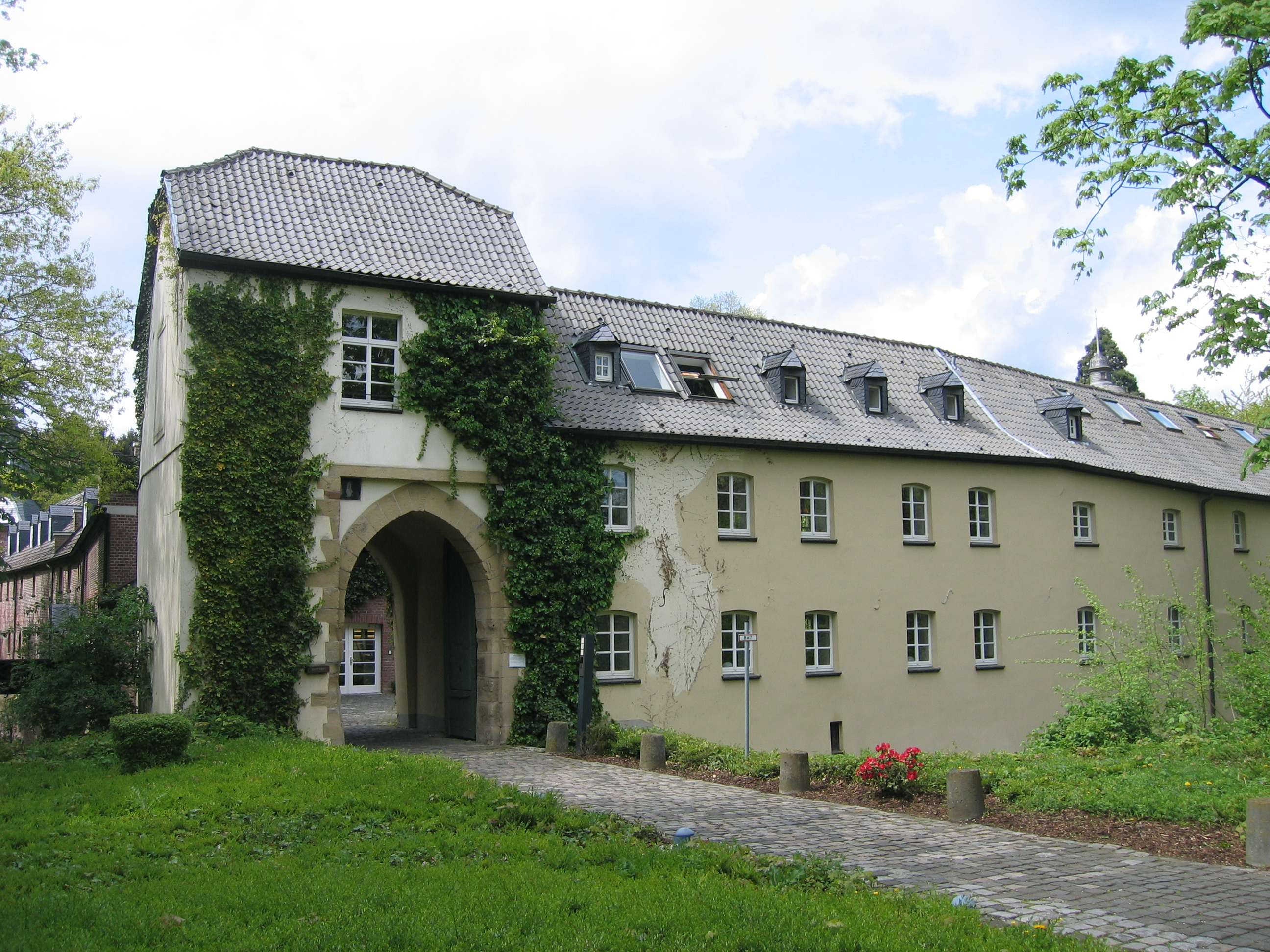
Kasteel Hemmersbach
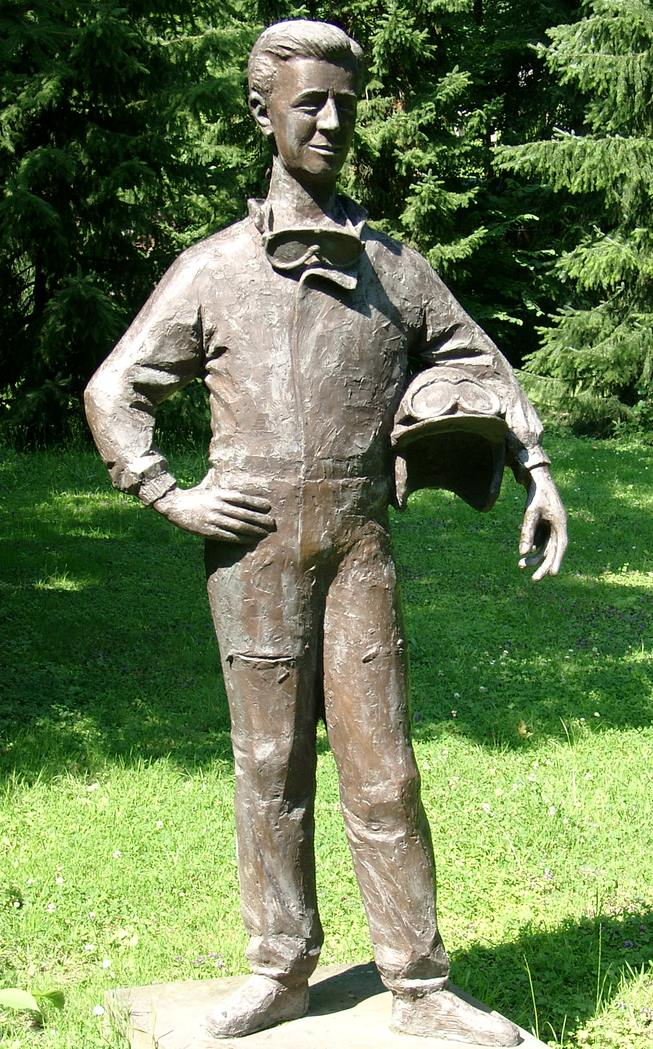
Standbeeld van de autocoureur Wolfgang Graf Berghe von Trips
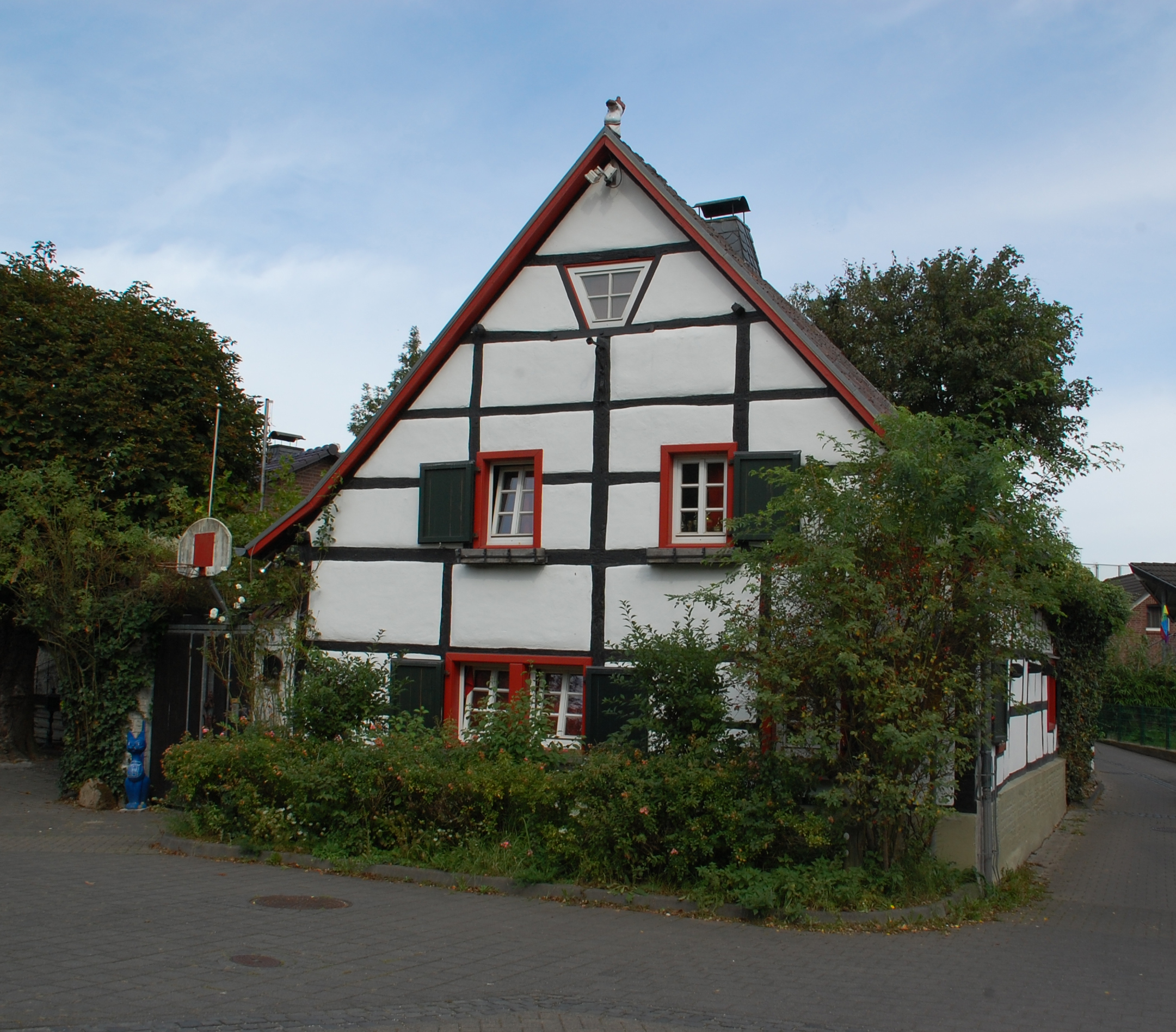
Schilderachtig huisje te Götzenkirchen
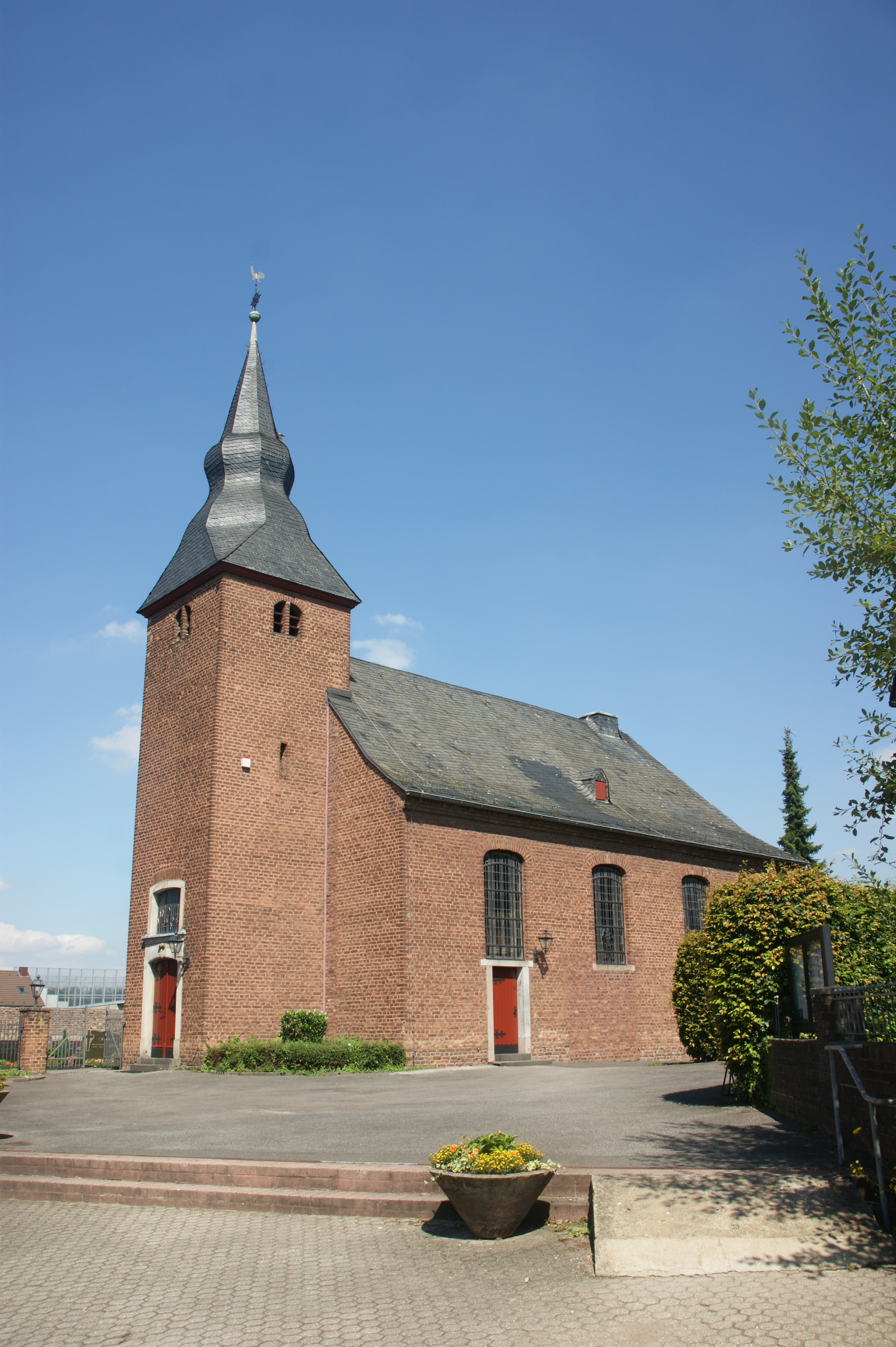
St. Cyriacuskerk, Götzenkirchen (1779)

De romaanse Sint-Clemenskerk te Horrem dateert uit de 10e eeuw. In de 12e en 15e eeuw, in 1852 en 1953 vonden grondige renovaties plaats. In het interieur bevinden zich een barok altaar uit de 17e eeuw, een drieluik uit 1530 van een onbekende Nederlandse meester, dat de kruisiging van Christus voorstelt, restanten van een laat-gotisch koorgestoelte (16e eeuw) en enige houten beelden uit de 14e en 15e eeuw.
Het kasteel Hemmersbach was vanaf de 18e tot en met het midden van de 20e eeuw residentie van de adellijke familie Berghe von Trips. Een telg uit deze familie, Wolfgang Graf Berghe von Trips, werd een befaamd autocoureur. Zijn moeder had naast het (te groot geworden) kasteel de Villa Trips laten bouwen, welke villa een naar de autocoureur genoemde stichting huisvest. Het in 1900 grondig verbouwde kasteel huisvest sedert 2017 een voor de zakenwereld bestemd congres- en studiecentrum met overnachtingsmogelijkheden.
Een wandeling door het dorpje Götzenkirchen loont de moeite, vanwege de bezienswaardige, laat-barokke St. Cyriacuskerk, en vanwege diverse schilderachtige vakwerkhuisjes en -boerderijen in en nabij het dorp.

## Belangrijke personen in relatie tot Horrem
- Wolfgang Graf Berghe von Trips (1928-1961), beroemd autocoureur. Er was tot 2014 nabij Kasteel Hemmersbach een museum gevestigd, dat aan hem was gewijd. Dit museum is toen naar de Shanghaiallee te Hamburg verhuisd.